# Gabriel Byrne

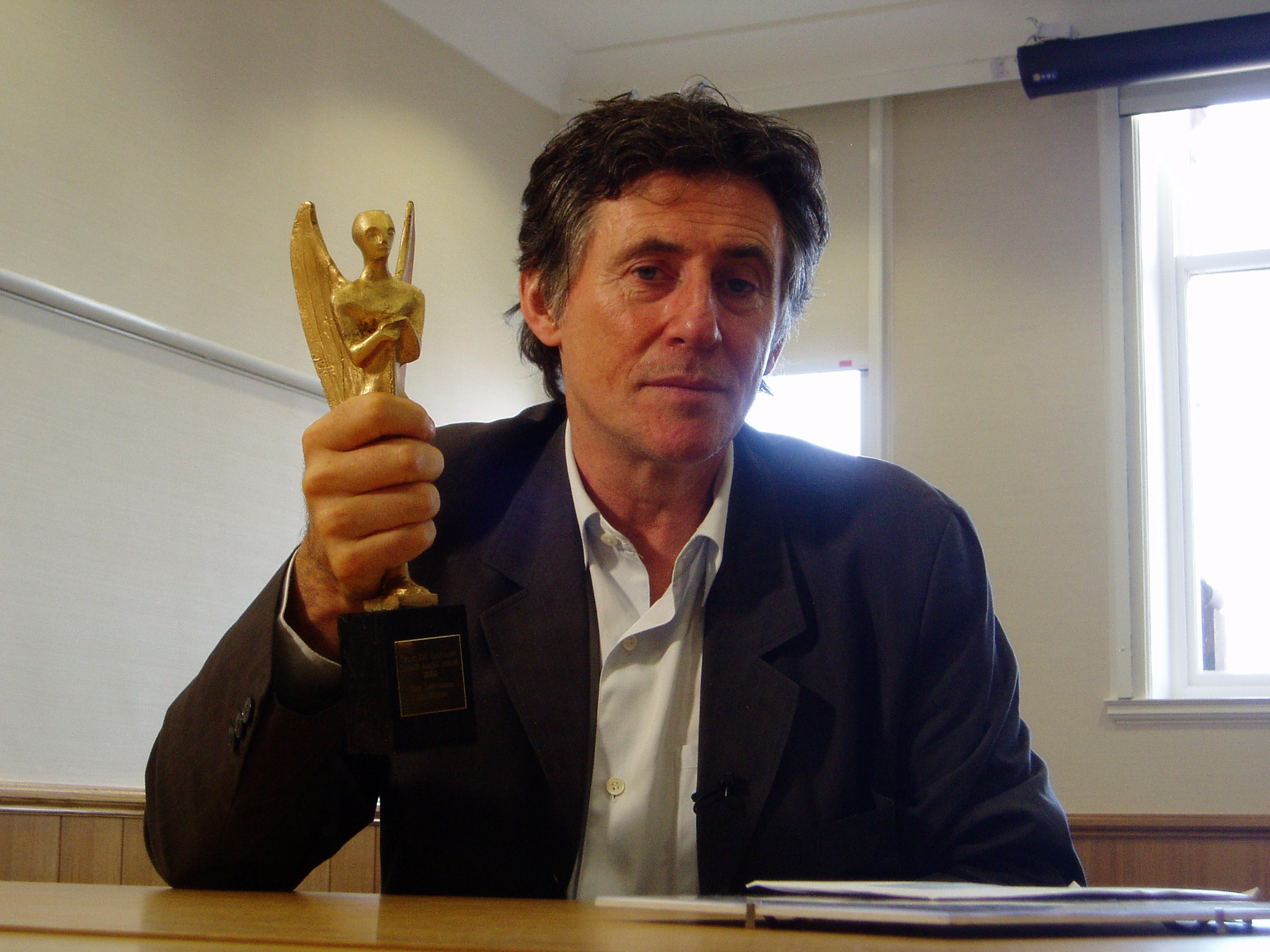
Gabriel Byrne w 2006 roku

Gabriel James Byrne (ur. 12 maja 1950 w Dublinie) – irlandzki aktor, scenarzysta, reżyser i producent filmowy, ambasador dobrej woli UNICEF.

## Życiorys

### Wczesne lata
Urodził się i dorastał w Dublinie w rodzinie rzymskokatolickiej jako syn pielęgniarki Eileen (z domu Gannon) i Dana Byrne’a, żołnierza i bednarza. Miał pięcioro rodzeństwa: dwóch braci: Donala i Thomasa, a także trzy siostry: Marian, która zmarła w młodym wieku, Bredę i Margaret.
Uczęszczał do Ardscoil Éanna w Crumlin, gdzie później uczył hiszpańskiego i historii. Chciał zostać księdzem. Spędził pięć lat w seminarium w przekonaniu, że kapłaństwo jest jego powołaniem. W dzieciństwie był wykorzystywany seksualnie przez księży, o czym opowiedział w programie telewizyjnym The Meaning Of Life. Studiował na wydziale archeologii i lingwistyki na University College Dublin. Grał w piłkę nożną w Dublinie z klubem Stella Maris F.C.

### Kariera
Zanim zaczął grać w filmach, zajmował się archeologią, był nauczycielem, kucharzem. W 1978, w wieku 29 lat zaczął grać w Focus Theatre i Abbey Theatre. Studiował aktorstwo w Performing Arts Course w Sandymount Dublin 4 (Roslyn Park College). Później dołączył do Royal Court Theatre w Londynie. W roku 1981 wraz z Dublińskim Towarzystwem Szekspirowskim pojawił się w filmie fantasy Johna Boormana Excalibur jako Uther Pendragon, ojciec króla Artura (Nigel Terry). Wystąpił potem w filmie biograficznym Wagner (1983) jako Karl Ritter z udziałem Richarda Burtona w roli Richarda Wagnera, dreszczowcu politycznym Obronność królestwa (Defence of the Realm, 1985) w roli Nicholasa 'Nicka' Mullena oraz teledysku duetu David & David do piosenki „Ain’t So Easy” (1986).
Mając 37 lat przeniósł się z Irlandii do Stanów Zjednoczonych. Zwrócił na siebie uwagę w dramacie gangsterskim Ścieżka strachu (Miller's Crossing, 1990) Joela i Ethana Coen w roli zagadkowego Toma Reagan. W dramacie sensacyjnym Kryptonim Nina (Point of no Return, 1993) był agentem, który nadzoruje trening tytułowej bohaterce granej przez Bridget Fondę. W melodramacie Niebezpieczna kobieta (A Dangerous Woman, 1993) romansował z Debrą Winger i Barbarą Hershey. Był producentem filmu Jima Sheridana W imię ojca (In the Name of the Father, 1993), dramatu politycznego o niesprawiedliwym uwięzieniu Gerry Conlona, granego przez Daniela Day-Lewisa.
Można go było także dostrzec w hollywoodzkich produkcjach, w tym w komediodramacie Gilliesa Mackinnona Uśmiech losu (A Simple Twist of Fate, 1994) ze Steve’em Martinem, melodramacie Gillian Armstrong Małe kobietki (1994) z Winoną Ryder czy westernie Jima Jarmuscha Truposz (1995). Był współscenarzystą, współproducentem i aktorem jako Jack, ojciec Frankiego (Jared Leto) w komediodramacie Ostatnie takie lato (The Last of the High Kings, 1996). Zajął się też produkcją filmów dokumentalnych, jest członkiem prestiżowego The Irish Film Bard.
Za rolę doktora Paula Westona w serialu HBO Terapia (In Treatment, 2008–2011) zdobył Złoty Glob dla najlepszego aktora w serialu dramatycznym oraz nominację do Emmy i Satelity. W 2018 otrzymał nagrodę Irish Film & Television Awards za całokształt twórczości, a w 2021 za najlepszą rolę pierwszoplanową profesora uniwersyteckiego literatury w Montrealu Samuela O’Shey, wybujałego kobieciarza i entuzjasty picia w komediodramacie muzycznym Death of a Ladies’ Man (2020).

## Filmografia: Aktor
- The Riordans (1965–1979) jako Pat Barry
- On a Paving Stone Mounted (1978)
- Bracken (1978) jako Pat Barry
- The Outsider (1979)
- Excalibur (1981) jako Uther
- The Search for Alexander the Great (1981) jako Ptolemy
- Treatment  (1981)
- Joyce in June (1982) jako Keogh/Blazes Boylan
- Hanna K. (1983) jako Joshua Herzog
- The Rocking Horse Winner (1983) jako Bassett
- Wagner (1983) jako Karl Ritter
- Twierdza (The Keep, 1983) jako major Kaempffer
- Reflections (1984) jako William Masters
- Obrona królestwa (Defence of the Realm, 1985) jako Nick Mullen
- Krzysztof Kolumb (Christopher Columbus, 1985) jako Krzysztof Kolumb
- Mussolini: Historia nieznana (Mussolini : The Untold Story, 1985) jako Vittorio Mussolini
- Gotyk (Gothic, 1986) jako Byron
- Sjesta (Siesta, 1987) jako Augustine
- Lwie serce (Lionheart, 1987) jako Black Prince
- Julia i Julia (Giulia e Giulia, 1987) jako Paolo
- Hello Again (1987) jako Kevin Scanlon
- A Soldier's Tale (1988)
- The Courier (1988)
- Diamond Skulls (1989) jako Hugo
- Haakon Haakonsen (1990) jako porucznik John Merrick
- Ścieżka strachu (Miller's Crossing, 1990) jako Tom Reagan
- Na zachód (Into the West, 1992) jako Papa Reilly
- Wspaniały świat (Cool World, 1992) jako Jack Deebs
- Niebezpieczna kobieta (A Dangerous Woman, 1993) jako Mackey
- Kryptonim Nina (Point of no Return, 1993) jako Bob
- Małe kobietki (Little Women, 1994) jako Friedrich Bhaer
- Out of Ireland (1994) jako głos
- Książę Jutlandii (Prince of Jutland, 1994) jako Fenge
- All Things Bright and Beautiful (1994) jako złodziej
- Uśmiech losu (A Simple Twist of Fate, 1994) jako John Newland
- W majestacie prawa (Trial by Jury, 1994) jako Daniel Graham
- Podejrzani (The Usual Suspects, 1995) jako Dean Keaton
- Dziewczyny z Dzikiego Zachodu (Buffalo Girls, 1995) jako Teddy Blue
- Pod nieboskłonem (Frankie Starlight, 1995) jako Jack Kelly
- Truposz (Dead Man, 1995) jako Charlie Dickinson
- Czas wściekłych psów (Mad Dog Time, 1996) jako Ben London
- Ostatnie takie lato (The Last of the High Kings, 1996) jako Jack Griffin
- Somebody is Waiting (1996) jako ojciec
- Past Into Present (1996) jako on sam
- Dr Hagard's Disease  (1996)
- Draiocht  (1996)
- Koniec przemocy (The End of Violence, 1997) jako Ray Bering
- Biały labirynt (Smilla's Sense of Snow, 1997) jako mechanik
- Weapons of Mass Distraction (1997) jako Lionel Powers
- Wojna mediów (Weapons of Mass Distraction, 1997) jako Lionel Powers
- To jest morze (This Is the Sea, 1997) jako Rohan
- Magiczny miecz – Legenda Camelotu (Quest for Camelot, 1998) jako sir Lionel (głos)
- Polski Ślub (Polish Wedding, 1998) jako Bolek Pzoniak
- Człowiek w żelaznej masce (The Man in the Iron Mask, 1998) jako D’Artagnan
- The Brylcreem Boys (1998) jako Sean O’Brien
- Wróg publiczny (Enemy of the State, 1998) jako (fałszywy) Brill
- Stygmaty (Stigmata, 1999) jako ojciec Andrew Kiernan
- I stanie się koniec (End of Days, 1999) jako Szatan
- Canone Inverso - making love (2000) jako skrzypek
- Wszystko w rodzinie (Madigan Men, 2000) jako Benjamin Madigan
- Semana Santa  (2002)
- Śmiertelna pułapka (Emmett's Mark, 2002) jako Jack Marlow/Stephen Bracken
- RIP 2002 (2002) jako on sam
- Pająk (Spider, 2002) jako Bill Cleg
- Statek widmo (Ghost Ship, 2002) jako Murphy
- Virginia (Virginia's Run, 2002) jako Ford Lofton
- Pokerzyści (Shade, 2003) jako Charlie Miller
- Patrick (2004) jako Patryk (głos)
- Most przeznaczenia (The Bridge of San Luis Rey, 2004) jako brat Juniper
- P.S. (2004) jako Peter Harrington
- Vanity Fair. Targowisko próżności (Vanity Fair, 2004) jako lord Steyne
- Wah-Wah (2005) jako Harry Compton
- Atak na posterunek (Assault on Precinct 13, 2005) jako Marcus Duvall
- Jindabyne (2006) jako Stuart Kane
- Played  (2006)
- Imiennik (The Namesake, 2006)
- In Treatment (2008) jako dr Paul Weston
- Leningrad (2009) jako Phillip Parker
- Butte, America (2009) jako narrator
- The Snow Prince (2009) /w produkcji/ domniemana rola
- King of the Pipers (2010)/w produkcji/ Michael
- Ja, Anna(inne języki) (2012) jako inspektor Bernie Reid
- Przygoda w pociągu (2013) jako Doug
- Quirke w bazie IMDb (ang.) (2014) jako Quirke
- Wikingowie (2015) jako Earl Haraldson
- Głośniej od bomb (2015) jako Gene
- No Pay, Nudity(inne języki) (2016) jako Lester
- Normalnie wariat (2017) jako Jim
- Dziedzictwo. Hereditary (2018) jako Steve
- Maniac (2018) jako Porter Milgrim
- ZeroZeroZero(inne języki) (2019) jako Edward Lynwood
- Zaginione dziewczyny(inne języki) (2020) jako Richard Dormer
- Death od a Ladies' Man(inne języki) (2020) jako Samuel O’Shea
- Wojna światów (2019–2022) jako Bill Ward

## Scenarzysta
- The Lark in the Clear Air (1996)
- Ostatnie takie lato (The Last of the High Kings, 1996)
- Draiocht  (1996)

## Reżyser
- The Lark in the Clear Air (1996)